# Johann Gottfried Misler (Diplomat)
Johann Gottfried Misler (* 13. Oktober 1758 in Hamburg; † 10. August 1829 in Bergedorf) war ein deutscher Jurist und Diplomat.

## Leben
Misler war ein Sohn des Hamburger Ämtergerichtsaktuars Johann Hartmann Misler (1724–1807) aus dessen Ehe mit Catharina Dorothea Hinsche (1728–1808), Tochter des Senators Nikolaus Hinsche (1689–1765). Der Theologe Johann Gottfried Misler (1679–1748) war sein Großvater und der Oberaltensekretär Johann Gottfried Misler (1720–1789) sein Onkel.
Nach seiner Schulbildung studierte Misler gemeinsam mit seinem älteren Bruder Johann Nicolaus (1757–1837) Jurisprudenz an der Universität Orléans und verfasste auch gemeinsam mit ihm die Dissertation im Jahr 1781. Misler schloss sein Studium als Doktor der Rechte ab.
Im Jahr 1801 wurde Misler als adjungierter hamburgischer Agent nach Berlin gesandt und dort 1802 zum Wirklichen Agenten befördert. 1805 wurde er als Titular-Syndicus und bevollmächtigter Komitialgesandter an den Reichstag nach Regensburg versetzt. Misler war der letzte hamburgische Gesandte am Reichstag, da dieser 1806 endgültig aufgelöst wurde. Er erhielt vom Hamburger Senat ein Wartegeld und zog nach Bergedorf in die Nähe von Hamburg, wo er 1829 im Alter von 70 Jahren starb.

## Werke (Auswahl)
- Johann Nicolaus Misler, Johann Gottfried Misler: Diss. inaug. Essai sur le droit de Hambourg touchant les faillites. Genf und Paris 1781 (zusammen mit seinem Bruder).
- Johann Gottfried Misler: De sponsalibus et matrimonio. In: Johann Nicolaus Misler, Johann Gottfried Misler (Hrsg.): Positiones juridicae et canonicae. Rouzeau-Montant, Orléans 1781 (books.google.de – zusammen mit seinem Bruder).